# Horacio Patiño Cruzatti
Horacio Patiño Cruzatti (distrito de Lircay, 4 de diciembre de 1925 - Pucutá, 27 de junio de 1965) fue un policía peruano, teniente coronel de la Guardia Civil del Perú y mártir-símbolo de dicha institución policial peruana.

## Biografía
Nació el 4 de diciembre de 1925 en el distrito de Lircay, provincia de Angaraes, departamento de Huancavelica, siendo sus padres don Federico Patiño Zapater y doña Edelmira Cruzatti Hernández. Inició y culminó sus estudios primarios en el Colegio Salesiano Santa Rosa de la ciudad de Huancayo habiendo hecho los dos primeros años de la secundaria en la Gran Unidad Escolar Santa Isabel de la misma ciudad. Culmina sus estudios secundarios en Lima en el desaparecido Colegio Particular Modelo que se encontraba en el jirón Puno N.º 559 - Cercado de Lima.

## Labor policial
Ingresa como cadete, el 15 de marzo de 1945, a la Escuela de Oficiales de la Guardia Civil de la Escuela de la Guardia Civil y Policía. Egresa con el grado de Alférez de Caballería GC el 1 de febrero de 1949, ocupando el puesto N.º 47, e integrando la Promoción “Alférez GC Rafael Vereau Chávez”, pasando a prestar servicios, apenas egresado, en la Dirección General de la Guardia Civil y Policía para luego, ese mismo año, ser destinado a la 26-CGC-Lima-La Victoria -  9.ª Comisaría GC – Petit Thouars. Durante 1951 estuvo laborando en las 13-CGC-Abancay y 29-CGC-Lima-Radio Patrulla, siendo la última Comandancia donde estuvo prestando servicios por mucho tiempo, habiendo contribuido a su organización.
En 1952 asciende a teniente GC permaneciendo en la 29-CGC-Lima-Radio Patrulla - 3.ª Compañía, asciende a capitán GC en 1956 y continúa en la 29-CGC-Lima-Radio Patrulla - 2.º Escuadrón hasta 1957.
En 1958 fue destinado a la Escuela Nacional de Policía – Escuela de Oficiales de la Guardia Civil – Batallón de Cadetes – 2.ª Compañía.
En 1959 asciende a mayor GC y, con su nuevo grado, fue adscrito a la Dirección General de la Guardia Civil y Policía, ese mismo año regresa a la 29-CGC-Lima-Radio Patrulla como Oficial adjunto del 1.er. Jefe y luego, el mismo año, fue destinado a la 3-CGC-Chiclayo.
Ingresa en 1961 al Centro Superior de Estudios Policiales egresando en diciembre de 1962.
En 1963 es destinado a la 5-CGC-Huaraz como 2.º jefe, ese mismo año regresa a la Dirección General de la Guardia Civil y Policía para desempeñar la Jefatura de Relaciones Públicas, el mismo año estuvo en la 11-CGC-Cusco como oficial adjunto.
En 1964 fue Jefe del Departamento Académico del Centro Superior de Estudios Policiales, ese mismo año fue adjunto de la I Región de Policía de la Guardia Civil y Policía con sede en Tumbes. Ese mismo año fue Comisario GC de Sullana, en el Puesto GC de Bellavista.
También estudió en la Escuela Superior de Guerra, Academia de Guerra Aérea y en el Instituto Peruano de Administración Pública.
En 1965 fue nombrado Jefe del Centro Superior de Estudios Policiales y ese mismo año es destinado a prestar servicios en la 10.ª Comandancia de la Guardia Civil – Huancavelica, confiándosele el comando del Destacamento que debía actuar en la zona de Salcahuasi de la provincia de Tayacaja.

## Guerrillas de 1965
Por esa época la zona central de la sierra del Perú se encontraba convulsionada por brotes subversivos del MIR y el ELN. El 7 de junio de 1965 es tomado por asalto el Puesto GC de Andamarca y los insurgentes se llevaron como rehenes a los Guardias GC Clemente Espinel Hinostroza y Tomás Rengifo Lozano, habiendo ordenado el Comando de la Guardia Civil la organización de operativos de búsqueda en toda la zona. Dos días después ocurrieron, por parte de los insurgentes, ataques a la mina de Santa Rosa y a la hacienda Runatullo y la voladura del puente Maraynioc el cual fue dinamitado.
Ante esta situación el Mayor GC Horacio Patiño Cruzatti, al mando de una Patrulla de 32 efectivos (compuesta de 3 Oficiales y 29 Clases y Guardias) pertenecientes a la 10-CGC-Huancavelica, recibió la misión de capturar a los subversivos y restablecer el orden en el poblado de Púcuta.
El Mayor GC Horacio Patiño Cruzatti es designado para comandar la patrulla que debía ir en busca de los insurrectos que habían tomado como rehenes a los dos Guardias Civiles del Puesto de Andamarca por las siguientes razones: su condición de natural del lugar, su habilidad, su amplitud de criterio, su personalidad recia, entre otros.

### La emboscada de Pucutá
El 27 de junio de 1965, la patrulla, integrada por efectivos de la Guardia Civil y del Servicio de Sanidad de Gobierno y Policía, emprende la marcha en condiciones estratégicas desfavorables, desplazándose por el desfiladero montañoso “Lima-Lima” del paraje llamado “Yahuarina”, en dicho lugar las partes altas de los cerros estaban dominadas por los subversivos que pertenecían al Movimiento de Izquierda Revolucionaria (MIR), quienes eran conocedores del lugar, estaban fuertemente armados y en número mayor que el de los efectivos de la patrulla policial, la cual fue atacada sorpresivamente con fuego cruzado, a las 15.30 horas, habiendo sido diezmados varios de sus integrantes.
Durante el ataque murieron el mayor GC Horacio Patiño Cruzatti, el capitán médico SGP Enrique Torres Gonzáles, el sargento 2.º artificiero GC Guillermo Zúñiga Medina, el cabo GC Eleuterio Ventura Huamán y los Guardias GC Carlos Egúsquiza Ames, Alfonso Soto Martínez y Yen Escobedo Garro. Sobrevivieron a la emboscada los Guardias GC Diógenes Valderrama Bravo y Eusebio Gálvez Silvira, que se encontraban en la vanguardia, quienes fueron tomados por los insurgentes como rehenes en el caserío de Yahuarina (Huancavelica) siendo trasladados al campamento de los subversivos en Pucutá, donde fueron obligados a que enseñen a los insurrectos el manejo de las armas usadas por la Guardia Civil, que habían obtenido previamente, negándose ambos Guardias, siendo torturados en forma inaudita y luego asesinados en el paraje denominado Llamismachay el 31 de julio de 1965.
Los Guardias GC que lograron eludir la emboscada fueron a informar a las autoridades sobre lo ocurrido, las cuales procedieron a enviar auxilio a los heridos.
Los restos mortales del Mayor GC Patiño y los de los miembros de su patrulla que murieron, durante el ataque, en Pucutá fueron traídos a Lima y velados en capilla ardiente en el Patio de Honor de la Escuela de Oficiales del Centro de Instrucción de la Guardia Civil y Policía, luego, en la mañana del 7 de julio de 1965, fueron trasladados al Cementerio “El Ángel” de Lima, siendo sepultados en el Cuartel "San Carlos" de dicho camposanto, habiendo recibido honores militares por parte de un batallón (-), compuesto de dos compañías de tres secciones cada una, con Bandera de Guerra, de Guardias-Alumnos de la Escuela de Guardias del Centro de Instrucción de la Guardia Civil y Policía, la cual estaba alineada a lo largo de la 7.ª cuadra de la Avenida Sebastián Lorente, mientras la Banda de Música del C.I.G.C. tocaba la tradicional marcha militar fúnebre “General Canevaro”.
El 9 de agosto de 1965, entre los poblados de Kiatari y Kubantía, en la provincia de Satipo, Departamento de Junín, es atacado por subversivos un pelotón de Guardias GC que se dirigía rumbo a Kubantía a fin de esclarecer una matanza de campesinos. Durante la emboscada, que ocurrió a 40 kilómetros de Mazamari, murieron el alférez del arma de caballería GC Guillermo Alcántara Mena, jefe del Pelotón, el sargento 2.º enfermero SGP José del Carmen Huamán Muñoz y el administrador de la Hacienda “Kiatari” ingeniero Ismael Castillo Mattasoglio.
Los hechos que sucedieron en Pucutá y en Satipo motivaron la participación de la Fuerza Armada del Perú en la lucha contrainsurgente, disponiendo el gobierno peruano por Decreto del 13 de agosto de 1965 la intervención del Ejército, siendo las tropas de la IV Región Militar las que derrotarían a los insurgentes del MIR en el enfrentamiento ocurrido en Mesa Pelada el 23 de octubre de 1965 y pondrían fin a sus actividades en marzo de 1966.

## Homenajes en el Perú
El mayor GC Horacio Patiño Cruzatti, fue ascendido póstumamente, por la causal de Acción distinguida, al grado policial inmediato superior de teniente coronel mediante la Resolución Suprema del 1 de julio de 1965 y mediante la Resolución Suprema de fecha 26 de agosto de 1965 fue condecorado con la Orden del Mérito de la Guardia Civil y Policía en el grado de Caballero, habiéndosele dado de baja por fallecimiento en acto del servicio por la Resolución Suprema N.º 78-DP-GC-DO del 5 de julio de 1966.
La antigua Sala de Cadetes de la Enfermería del antiguo Centro de Instrucción de la Guardia Civil y Policía llevaba su nombre.
La Promoción de Oficiales 1966 - I, egresada de la Escuela de Oficiales del Centro de Instrucción de la Guardia Civil y Policía en diciembre de 1965, la VIII Promoción 1970 de la Gran Unidad Escolar de la Guardia Civil y Policía "Coronel Leoncio Prado" y la II Promoción 1971 de la Gran Unidad Escolar de la Benemérita Guardia Civil y Policía "Túpac Amaru" ostentan su nombre.
La Plaza de Armas del distrito limeño de San Luis lleva su nombre y en ella se ha levantado un busto en su honor, el cual fue inaugurado el 30 de mayo de 1998.
Un retrato al óleo del teniente coronel de Caballería GC Horacio Patiño Cruzatti ostentaba en lugar destacado el despacho del director superior de la Guardia Civil del Perú.
Un Centro Educativo para hijos de Oficiales de la Guardia Civil ostenta su nombre.
En la actualidad sus restos reposan, desde el 31 de marzo de 2000, en la Cripta construida en el Parque Ecológico Camposanto "Santa Rosa de Lima" destinado a conservar los restos de los héroes y mártires de la Policía Nacional del Perú.